# Le Sacrifice d'Isaac (Princeton)
Pour les articles homonymes, voir Le Sacrifice d'Isaac.
Ne doit pas être confondu avec Le Sacrifice d'Isaac (Le Caravage, Florence).
Le Sacrifice d'Isaac est un tableau parfois attribué à Caravage, qu'il aurait peint vers 1597-1598. Sans que la question soit tranchée avec une absolue certitude, il est désormais plus fréquemment attribué à un peintre caravagesque : Bartolomeo Cavarozzi. La toile fait partie de la collection Barbara Piasecka Johnson à Princeton aux États-Unis. 
Une autre version du Sacrifice d'Isaac datant de la même époque est conservée à la Galerie des Offices de Florence : c'est une version qui est, au contraire, attribuée avec certitude à Caravage.

## Historique
Le Sacrifice d'Isaac pourrait dater de 1597-1598 dans l'hypothèse où il serait de la main de Caravage.
La trace de cette toile est repérée dans un document espagnol datant du début du XVIIIe siècle qui établit l'inventaire d'une collection de peintures, et qui fait état d'un tableau de Caravage présentant Abraham et le sacrifice d'Isaac (« Un quadro de Abraham y sacrificio de Isaac di Michael Angelo Carabaggio »). Ce tableau fait à l'époque l'objet de nombreuses copies en Espagne. 
Si son attribution à Caravage est vivement discutée (et notamment mise en débat avec une attribution à Bartolomeo Cavarozzi), il est fortement probable que la toile soit de la même main que le Saint Jean Baptiste conservé à Tolède.